# Jan van der Zwaard

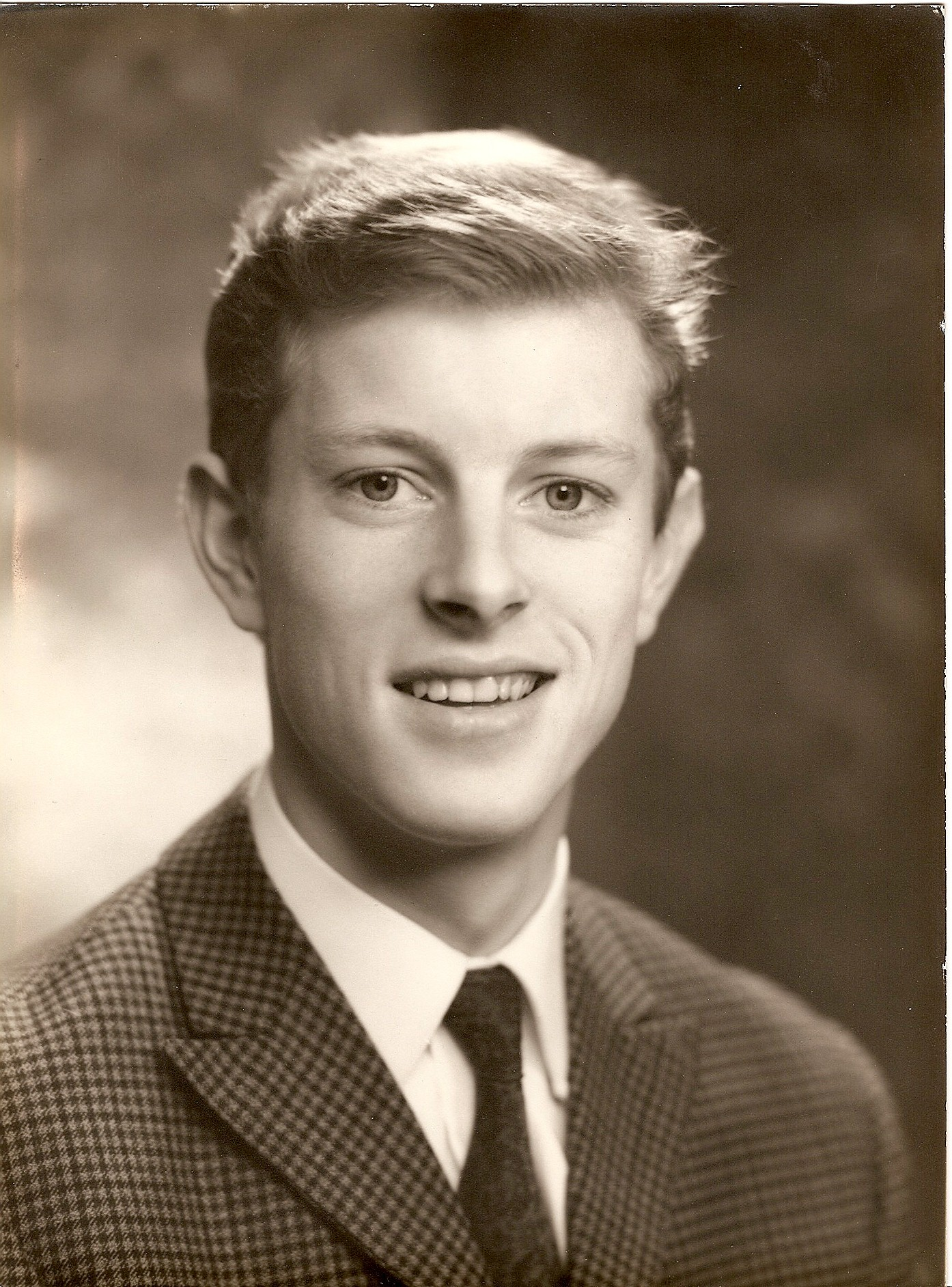
Jan van der Zwaard

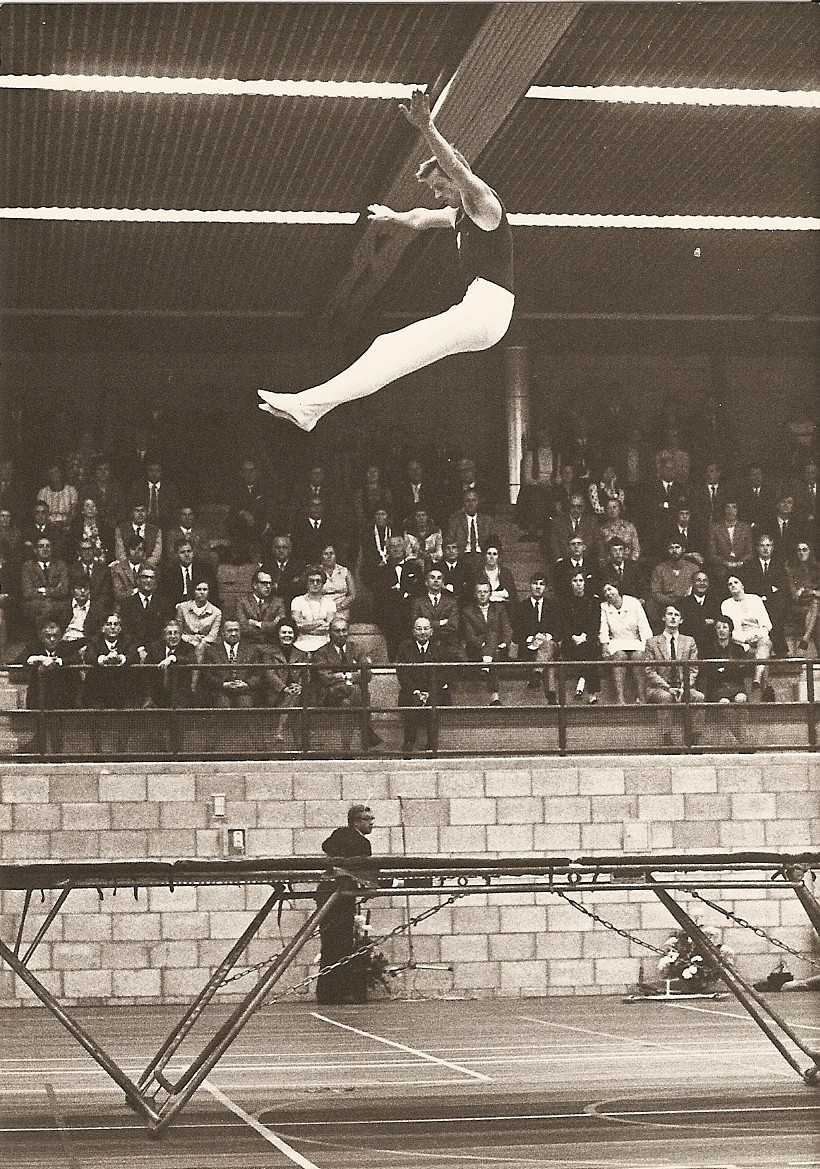
Jan van der Zwaard op de Nederlandse kampioenschappen in 1970

Jan van der Zwaard (Aalsmeer, 5 mei 1948 – Nieuw-Vennep, 17 juni 2014) was een Nederlandse gymnast die uitkwam op het onderdeel trampolinespringen, waarin hij zesvoudig Nederlands kampioen werd. Hij wordt gezien als een Nederlandse trampolinelegende.

## Sportcarrière
Van der Zwaard begon in 1964 met trampolinespringen bij vereniging Olympia-Aalsmeer. Van 1964 tot en met 1977 gaf hij door heel Nederland tientallen demonstraties ter promotie van de sport. Naast deelname aan de jaarlijkse Nederlandse kampioenschappen vertegenwoordigde hij Nederland op wereld- en Europese kampioenschappen. In 1977 beëindigde hij zijn trampolinecarrière.

## Palmares

### Individueel
- 1968:  Nederlands kampioenschap Emmeloord
- 1970: Deelname aan wereldkampioenschap Bern, Zwitserland
- 1971:  Nederlands kampioenschap Nijmegen
- 1971: Deelname aan Europees kampioenschap Gent, België
- 1972:  Nederlands kampioenschap Zwolle
- 1975:  Nederlands kampioenschap Ermelo
- 1975: Deelname aan Europees kampioenschap Basel, Zwitserland
- 1976:  Nederlands kampioenschap IJmuiden
- 1977:  Nederlands kampioenschap Paterswolde

### Synchroon
- 1968: 4e plaats op wereldkampioenschap Amersfoort (met Rien de Ruiter)
- 1969:  Nederlands kampioenschap IJmuiden (met Rien de Ruiter)
- 1970:  Nederlands kampioenschap Hoorn (met Rien de Ruiter)
- 1970: 4e plaats op wereldkampioenschap Bern, Zwitserland (met Rien de Ruiter)
- 1971:  Nederlands kampioenschap Nijmegen (met Rien de Ruiter)
- 1972:  Nederlands kampioenschap Zwolle (met Rien de Ruiter)
- 1974:  Nederlands kampioenschap Aalsmeer (met Jos Kerkhoven)
- 1975:  Nederlands kampioenschap Ermelo (met Leo Jansen)
- 1976:  Nederlands kampioenschap IJmuiden (met Rien de Ruiter)
- 1977:  Nederlands kampioenschap Paterswolde (met Rien de Ruiter)

## Trivia
- In 1970 deed Van der Zwaard voor Nederland mee aan de finale van Spel zonder grenzen in Verona, Italië.
- In 1990 was hij op televisie te zien in een reclamespotje van Page-toiletpapier.[2]